# Ewangelia Gruzińska
Ewangelia Gruzińska (EwGruz) – apokryf Nowego Testamentu, obejmujący całość życia Jezusa Chrystusa.
Gruziński rękopis tej ewangelii datuje się na XIX wiek, choć trudno określić gdzie i kiedy została ona napisana, oraz przełożona na język gruziński. Na podstawie treści można wnioskować, że dzieło to powstało w średniowieczu.
Polskiego przekładu dzieła dokonał Grzegorz Peradze, który nazwał je nieznaną ewangelią apokryficzną pochodzącą z kół monofizyckich.
Ewangelia pisze na początku na temat zjawisk astrologicznych, obserwowanych przez indyjskich magów, ich podróży do Jerozolimy i spotkanie z królem Herodem, potem następuje opis cudownego narodzenia. Poprzedza je wędrówka Józefa i Marii do Betlejem. W drodze Maria ma prorocze wizje – w pierwszej widzi swojego syna schwytanego przez Żydów, uwięzionego i zabitego, w drugiej – Jego zmartwychwstanie i wniebowstąpienie. 
Ewangelia Gruzińska jako datę narodzin Jezusa podaje czwartek, 6 stycznia, o północy. Tego dnia Boże Narodzenie obchodzi się w niektórych Kościołach przedchalcedońskich (np. w Apostolskim Kościele Ormiańskim).